# Boks na Igrzyskach Wspólnoty Narodów 1990
Boks na Igrzyskach Wspólnoty Narodów 1990 – 14. edycja zawodów bokserskich, w których wzięli udział zawodnicy ze Wspólnoty Narodów. Boks na Igrzyskach Wspólnoty Narodów trwał od 24 stycznia do 3 lutego 1990 r., a uczestnicy rywalizowali w 12 kategoriach wagowych.

## Medaliści
| Kat. wagowa                      |                  |                      |                                    |
| -------------------------------- | ---------------- | -------------------- | ---------------------------------- |
| Waga papierowa (– 48 kg)         | Justin Juuko     | Abdirahman Ramadhani | Darmendra Yadaw Domenic Figliomeni |
| Waga musza (– 51 kg)             | Wayne McCullough | Nokuthula Tshabangu  | Maurice Maina Born Siwakwi         |
| Waga kogucia (– 54 kg)           | Mohamed Sabo     | Geronimo Bie         | Wesley Christmas Justin Chikwanda  |
| Waga piórkowa (– 57 kg)          | John Irwin       | Haji Ally Matumla    | Jamie Nicolson David Gakuha        |
| Waga lekka (– 60 kg)             | Godfrey Nyakana  | Justin Rowsell       | Mabwen Bakari Dave Anderson        |
| Waga lekkopółśrednia (– 63,5 kg) | Charlie Kane     | Nicodemus Odore      | Stefan Scriggins Duke Chinyadza    |
| Waga półśrednia (– 67 kg)        | David Defiagbon  | Greg Johnson         | Grahame Cheney Anthony Mwamba      |
| Waga junior średnia (– 71 kg)    | Richie Woodhall  | Ray Downey           | Sililo Figota Andry Creery         |
| Waga średnia (– 75 kg)           | Chris Johnson    | Joseph Laryea        | Charles Matata Mark Edwards        |
| Waga półciężka (– 81 kg)         | Joseph Akhasamba | Robert Dale Brown    | Nigel Anderson Joseph Abdul Kaddu  |
| Waga ciężka (>91 kg)             | George Onyango   | Pat Jordan           | Emerio Fainuulua Kevin Onwuka      |
| Waga superciężka (+ 91 kg)       | Michael Kenny    | Liadi Al-Hassan      | Paul Douglas Vernon Linklater      |